# アドルフ・セルマニ
アドルフ・セルマニ（Adolf Selmani 、2000年6月26日 - ）は、アルバニア・クルヤ出身のプロサッカー選手。アルバニアのラチ所属。ポジションは、ディフェンダー（センターバック）。